# Народно читалище „Христо Смирненски – 1930“
Народно читалище „Христо Смирненски-1930“ е читалище в село Церетелево, община Съединение, област Пловдив.

## История
Читалището е основано на 27 септември 1927 г. от учителите Лазар Пищялов, който е пръв председател на читалището, Василка Сотирова, избрана за секретар, Елена Сотирова, избрана за библиотекарка и Кръстю Тонев – касиер. Изнасят се пиеси и лекции по животновъдство, земеделие, история и други теми, раздават се книги. Лектори са предимно учителите. Дейността се засилва около 1938 г., когато започват да се играят театрални постановки „Хъшове“, „Мануш войвода“, „Анга“ и други.
Първоначалното името на читалището е „Пробуда“, а след Деветосептемврийския преврат е преименувано на „Христо Смирненски“. Играят се пиеси пред населението – „Боряна“, „Мечи сън“, „Свекърва“. Създава се хор и танцов състав, които участват в национални прегледи и фестивали.
Всяка година читалището организират тържества с програма по повод Бабинден, 8 март и Нова година. Организира се и програма за местния общоселски събор. Функционира и читалищна библиотека.